# (258) Tyche
(258) Tyche ist ein Asteroid des mittleren Hauptgürtels, der am 4. Mai 1886 vom deutschen Astronomen Karl Theodor Robert Luther an der Sternwarte Düsseldorf entdeckt wurde.
Der Asteroid wurde benannt nach Tyche, der griechischen Schicksalsgöttin. Tyche ist auch der Name einer der Okeaniden. Die Benennung erfolgte durch George Rümker, den Direktor der Hamburger Sternwarte.
Aufgrund ihrer Bahneigenschaften wird (258) Tyche zur Eunomia-Familie gezählt.

## Wissenschaftliche Auswertung
Aus Ergebnissen der IRAS Minor Planet Survey (IMPS) wurden 1992 Angaben zu Durchmesser und Albedo für zahlreiche Asteroiden abgeleitet, darunter auch (258) Tyche, für die damals Werte von 64,8 km bzw. 0,17 erhalten wurden. Eine Auswertung von Beobachtungen durch das Projekt NEOWISE im nahen Infrarot führte 2012 zu vorläufigen Werten für den Durchmesser und die Albedo im sichtbaren Bereich von 65,8 km bzw. 0,16. Nach der Reaktivierung von NEOWISE im Jahr 2013 und Registrierung neuer Daten wurden die Werte 2015 zunächst mit 49,7 km bzw. 0,30 angegeben und dann 2016 korrigiert zu 65,2 km bzw. 0,21, diese Angaben beinhalten aber alle hohe Unsicherheiten.
Eine spektroskopische Untersuchung von 820 Asteroiden zwischen November 1996 und September 2001 am La-Silla-Observatorium in Chile ergab für (258) Tyche eine taxonomische Klassifizierung als S-Typ.
Photometrische Messungen des Asteroiden fanden erstmals statt vom 19. Juli bis 21. August 1980 am Table Mountain Observatory in Kalifornien. Aus der während fünf Nächten aufgezeichneten Lichtkurve wurde eine Rotationsperiode von 10,0406 h bestimmt. Neue Beobachtungen vom 4. bis 8. Dezember 1989 am La-Silla-Observatorium wurden zu einer Periode von 10,00 h ausgewertet, während Messungen vom 29. Juli bis 2. August 1997 am Osservatorio Astrofisico di Catania in Italien eine Rotationsperiode von 9,983 h ergaben.
Eine Auswertung von archivierten Lichtkurven des United States Naval Observatory und der Catalina Sky Survey ermöglichte 2011 erstmals die Berechnung eines dreidimensionalen Gestaltmodells für zwei alternative Positionen der Rotationsachse nahe zur Ebene der Ekliptik gelegen mit retrograder Rotation und einer Periode von 10,04008 h.
Zwischen 2012 und 2018 wurden mit der All-Sky Automated Survey for Supernovae (ASAS-SN) auch photometrische Daten von 20.000 Asteroiden aufgezeichnet. Auf mehr als 5000 davon konnte erfolgreich die Methode der konvexen Inversion angewendet werden, darunter auch (258) Tyche, für die in einer Untersuchung von 2021 ein verbessertes dreidimensionales Gestaltmodell für eine Rotationsachse mit prograder Rotation und einer Periode von 10,0401 h berechnet wurde.
Aus archivierten Daten des Asteroid Terrestrial-impact Last Alert System (ATLAS) aus dem Zeitraum 2015 bis 2018 konnte in einer Untersuchung von 2022 mit der Methode der konvexen Inversion eine Rotationsperiode von 10,04009 h bestimmt werden. Im Jahr 2023 wurde aus photometrischen Messungen von Gaia DR3 erneut ein dreidimensionales Gestaltmodell des Asteroiden für zwei alternative Rotationsachsen mit prograder Rotation und einer Periode von 10,0404 h berechnet.